# El apero peruano
El apero es el conjunto de arreos o avíos que lleva encima el caballo, conformado por los siguientes elementos elaborados todos en cuero y a mano por finos talabarteros peruanos quienes lo adornan con finas piezas de plata tales como: 

I. EN LA CABEZA
1. La cabezada de tiro.
A.La cabezada para tiro
B.El cabestro de tiro
2. El bozal.
A.La Hocicada
B.La falsa rienda
3. El Jato marimacho.
A.El jaquimon marimacho
B.El bocado peruano
C.La Rienda peruana
4. El Jato o terno de cabeza.
A. La cabezada.
B. El bocado peruano.
C. La rienda peruana
D. La jaquima
E. El cabestro
F. El Tapaojo
- . El bozalillo
- . La gamarrilla

II. EN EL LOMO
01.El sudero.
02.La Jerga.
03.La carona.
04.La montura peruana.
```
A.la montura de cajón o de basto relleno de lana
B.la montura de medio basto o pata de cabra
C.la montura de buche de paloma
D.la montura de lado onde señora
```

05.La Pellonera.
06.La cincha peruana.
07.La correa de cinchar.
08.La contra correa.
09.Las aciones.
10.Los estribos peruanos.
```
A.los estribos capachos
B.los estribos de madera
 a.los estribos cantoneados
 b.los estribos boleados
```

11.La guarnición.
12.La baticola.
13.El pellón sampedrano.
- Datos: Q5823883